# Don Juan (pel·lícula de 1965)
|  | Per a altres significats, vegeu «Don Juan (programa de televisió)». |

Don Juan és un telefilm suec d'Ingmar Bergman, difós el 1965, adaptació de l'obra teatral de Molière a l'entorn de l'arquetip de Don Joan.